# Ética aristotélica
Aristóteles usou pela primeira vez o termo ética para nomear um campo de estudo desenvolvido pelos seus antecessores Sócrates e Platão, que se dedica à tentativa de fornecer uma resposta racional à questão de como os humanos deveriam viver melhor. Aristóteles considerava a ética e a política como dois campos de estudo relacionados mas separados, uma vez que a ética examina o bem do indivíduo, enquanto a política examina o bem da cidade-estado, que ele considerava ser o melhor tipo de comunidade. Os escritos de Aristóteles têm sido lidos mais ou menos continuamente desde os tempos antigos e os seus tratados éticos, em particular, continuam a influenciar os filósofos de hoje. Aristóteles enfatizou a importância prática de desenvolver a excelência (virtude) de caráter (do grego ēthikē aretē), como o caminho para alcançar o que é finalmente mais importante, a conduta excelente (do grego práxis). Como argumenta Aristóteles no Livro II da Ética a Nicômaco, o homem que possui excelência de caráter tenderá a fazer a coisa certa, na hora certa e da maneira certa. A bravura e a correta regulação dos apetites corporais são exemplos de excelência de caráter ou virtude. Portanto, agir com coragem e moderação são exemplos de atividades excelentes. Os objetivos mais elevados são viver bem e eudaimonia – uma palavra grega frequentemente traduzida como bem-estar, felicidade ou “florescimento humano”.